# Vlag van Destelbergen
De vlag van Destelbergen werd door de gemeenteraad op 19 mei 1987 officieel vastgesteld als de gemeentelijke vlag van de Oost-Vlaamse gemeente Destelbergen. Op 13 oktober 1987 werd hij door het Bestuur van Vlaanderen bevestigd en uiteindelijk gepubliceerd op 16 september 1988 in het officiële Belgisch Staatsblad.
Officieel wordt de vlag beschreven als:
Gedeeld 1. rood met drie gele sleutels 2. zwart met een wit vlaggehoofd, beladen met zeven zwarte hermelijnstaartjes, 4 en 3 geplaatst.
De vlag is gebaseerd op het gemeentewapen, het toont het eerste en tweede kwart van het wapen. Het wapen is een combinatie van de wapens van de voormalige gemeenten Destelbergen en Heusden.

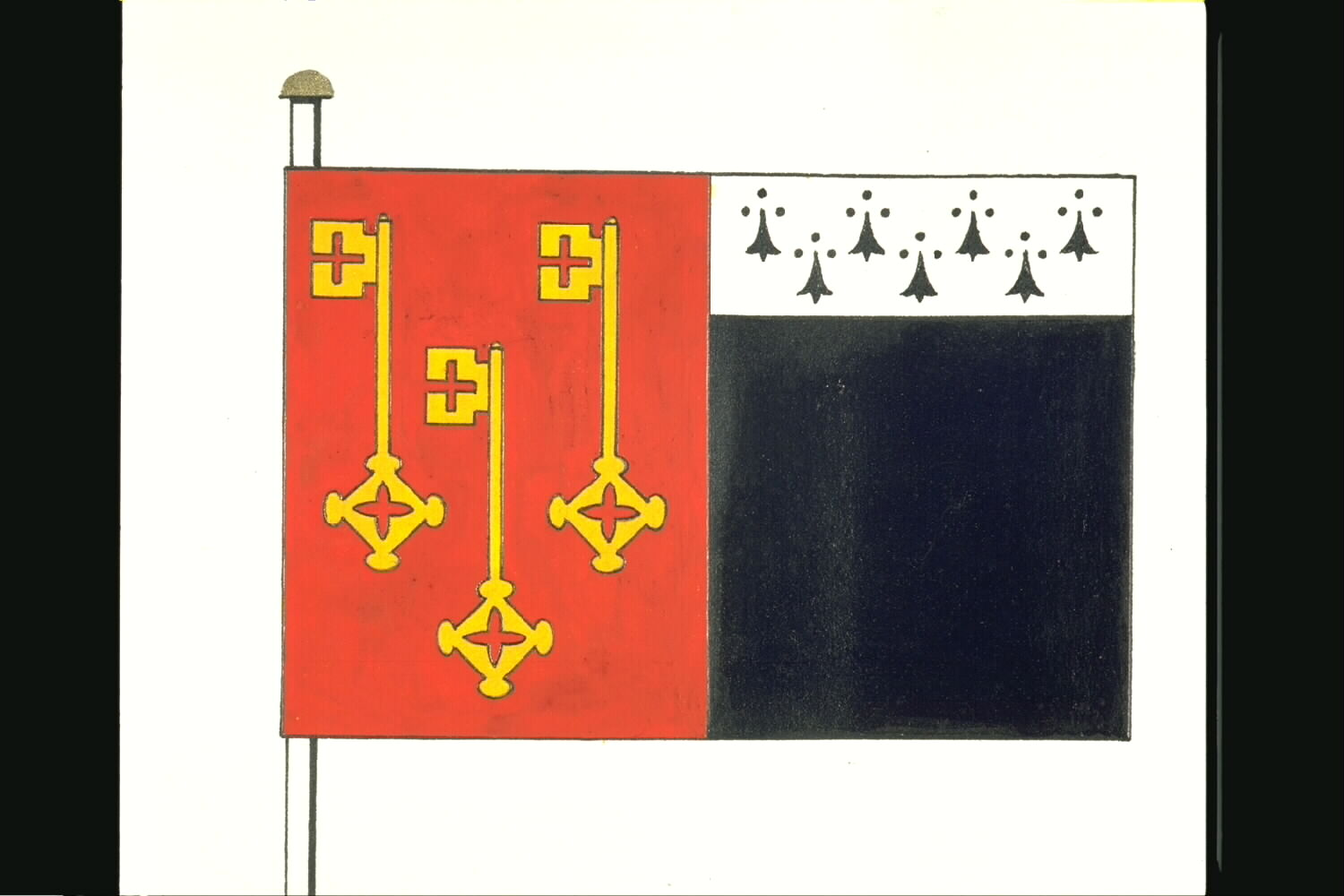
Officiële tekening van de vlag
Het wapen van Heusden